# 暢璀
暢璀（？—775年），河東人，唐朝戶部尚書，暢當之父。

## 生平
天寶年間，安祿山上奏暢璀為河北海運判官，三次升任大理評事，後受郭子儀徵召為從事。
至德元年（756年），唐肅宗即位，廣納人才，暢璀被人舉薦，唐肅宗召見後十分滿意，暢璀升任諫議大夫，後屢次轉任吏部侍郎。
廣德二年（764年），十二月，升任散騎常侍、河中尹，兼任御史大夫。
永泰元年（765年），被任命為左常侍，與裴冕並為集賢院待制。
大歷五年（770年），暢璀兼判太常卿，遷任戶部尚書。
大歷十年（775年）七月，暢璀逝世，追贈為太子太師。

## 評價
- 賈至：關內監河判官暢璀，頤真養正，精潔惠和，有質直而無流心，秉忠信而持讜議。《授暢璀諫議大夫制》

## 延伸阅读
[在维基数据编辑]
 《舊唐書·卷111》，出自刘昫《舊唐書》